# Municipio de San Francisco de Conchos
El municipio de San Francisco de Conchos es uno de los 67 municipios en que se divide el estado mexicano de Chihuahua. Situado en la zona centro-sur del mismo, su cabecera municipal es la localidad de San Francisco de Conchos. Su principal actividad económica es la agricultura y el turismo

## Geografía
El municipio de San Francisco de Conchos se encuentra en el sur del estado de Chihuahua en la región del río Conchos, territorialmente es un municipio pequeño, teniendo una extensión de 879.975 kilómetros cuadrados que representan el 0.4% de la extensión total del estado de Chihuahua. Sus coordenadas geográficas extremas son 27°21′ - 27°49′ de latitud norte y 105°11′ - 105°36′ de longitud oeste; su altitud fluctúa entre un mínimo de 1200 y un máximo de 1700 metros sobre el nivel del mar.
Limita al norte con el municipio de Saucillo, al noreste con el municipio de La Cruz, al este con el municipio de Camargo, al sur con el municipio de Allende y al oeste con el municipio de Valle de Zaragoza.

### Orografía e hidrografía

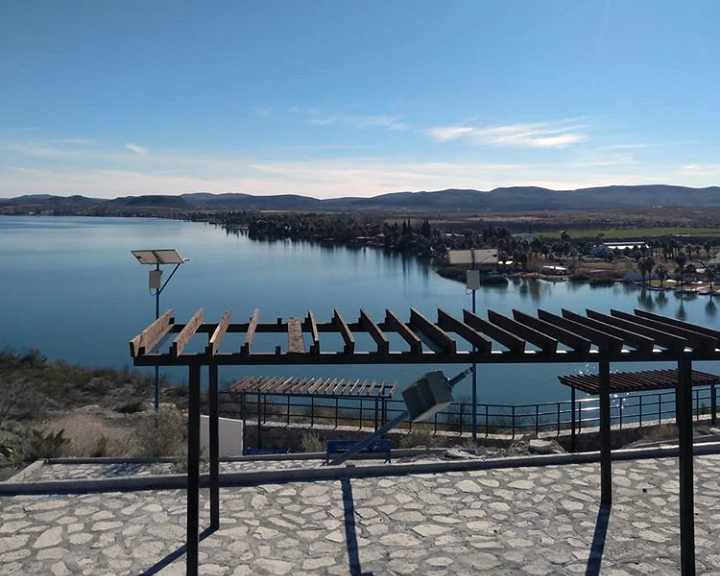
Lago Colina.

El municipio se encuentra en la región de la meseta, por lo que su territorio es mayormente plano, interrumpido por alguna serranías bajas que cruzan las llanuras, las principales de estas serranías reciben los nombres locales de La Boquilla, La Colina y Pajaritos.
La principal corriente del municipio es el río Conchos, el mayor del estado de Chihuahua, que cruza el municipio de oeste a este, en el límite exacto de San Francisco de Conchos con el municipio de Valle de Zaragoza se encuentra la cortina de la Presa de la Boquilla, la presa más grande del estado de Chihuahua y aguas abajo de esta, en el centro del municipio se encuentra otra presa que forma el Lago Colina que constituye un balneario; todo el municipio pertenece a la Región hidrológica Bravo-Conchos y a dos diferentes cuencas, la zona occidental a la Cuenca río Conchos-Presa de la Colina y el sector oriental a la Cuenca río Conchos-Presa El Granero.

### Clima y ecosistemas
Es predominantemente un desierto de matorrales y pastizales. Entre las especies que destacan están el creosote, gobernadora o hediondilla (Larrea tridentata) y el hojasén o yerba del hule (Flourensia cernua), que es una especie característica y se le encuentra más dispersa, aunque puede llegar a cubrir áreas extensas bajo determinadas condiciones de humedad y suelo. Otras plantas comunes en la parte norte del territorio incluyen arbustos como el chamizo o costilla de vaca (Atriplex canescens), la mariola o guayule (Parthenium incanum), y el mezquite dulce (Prosopis glandulosa). De igual forma existen suculentas, como algunas cactáceas de pequeñas a medianas, tales como la cholla (Cylindropuntia imbricata), yucas o palmitas (Yucca elata, Yucca torreyi), y agaves tales como la lechuguilla (Agave lechuguilla), característica de este desierto. Las plantas de pastizales también son comunes, como la navajita negra (Bouteloua eriopoda) y el toboso común o zacate galleta (Hilaria mutica). Otro tipo de plantas comunes son el ocotillo (Fouquieria spendens), el sotol (Dasylirion sp.), la biznaga de agua o cacto de barril (Ferocactus wislizenii), y el peyote (Lophophora williamsii).
Algunos animales típicos de este son el conejo del desierto (Sylvilagus audubonii); la liebre de California (Lepus californicus); el ratón de cactus (Peromyscus eremicus); el zorro veloz (Vulpes velox); la ratona o matraca desértica (Campylorhynchos brunneicapillus); el correcaminos norteño (Geococcyx californianus); la serpiente de cascabel del Mojave (Crotalus scutulatus); la culebra chirrionera (Masticophis flagellum); el huico de Nuevo México o lagartija cola de látigo (Cnemidophorus neomexicanus); el sapo manchado (Bufo punctatus); la salamandra tigre (Ambystoma tigrinum); la rata de maderas (Neotoma albigula); el murciélago pálido (Antrozous pallidus); el coyote (Canis latrans); el lobo gris mexicano (Canis lupus baileyi); el zorrillo encapuchado (Mephitis macroura); el gato montés (Lynx rufus);, ciervo mulo o venado bura (Odocoileus hemionus) y el puma concolor

## Economía

### Agricultura
Es la principal actividad económica en la región y principalmente se siembran productos como el chile jalapeño, alfalfa, frijol, maíz grano, pasto, sorgo grano, tomate rojo, tomate verde y trigo grano. También se tiene una importante producción de nuez.

### Turismo
El turismo es la segunda actividad económica más importante para el municipio y es el segundo destino estatal durante verano para vacacionar. Por contener el mayor cuerpo de agua en el estado La Presa de la Boquilla y más abajo de esta se encuentra una pequeña re-presa llamada Lago Colina, estas aguas se aprovechan para actividades deportivas acuáticas (Como paseos en lancha y acuamotos, esquí y pesca) y sin olvidar los balnearios Los Filtros famosos por sus aguas de manantial.
El templo de San Francisco de Asís ubicado en la cabecera municipal es el más importante monumento del municipio pues su construcción data de 1710 y aún se encuentra de pie, los vestigios del templo de Guadalupe (ubicado en el panteón municipal antes el presidio militar) y el acueducto son otras importantes construcciones de la época colonial.

## Demografía
Según el Censo de Población y Vivienda de 2020 realizado por el Instituto Nacional de Estadística y Geografía, la población del municipio de San Francisco de Conchos es de 2,696 habitantes, de los cuales 1,401 son hombres y 1,295 son mujeres.

### Localidades
En el censo de 2020 el municipio de San Francisco de Conchos contaba con 70 localidades.
| Código INEGI      | Localidad                | Población (2020) |
| ----------------- | ------------------------ | ---------------- |
| 080580008         | Boquilla de Conchos      | 1 016            |
| 080580001         | San Francisco de Conchos | 576              |
| Otras localidades | Otras localidades        | 1 104            |
| Total municipal   | Total municipal          | 2 696            |

## Política
San Francisco de Conchos es uno de los 67 municipios que integran el estado de Chihuahua, el gobierno del municipio le corresponde al ayuntamiento, que se encuentra compuesto por el presidente municipal, figura equivalente al de Alcalde, y el cabildo conformado por los regidores. El H. Ayuntamiento es electo por un periodo de tres años que no son reelegibles para el periodo inmediato pero si de forma no continua.
Con la única excepción que en las Elecciones estatales de Chihuahua de 2016 el periodo del H. Ayuntamiento será por 2 años esto propuesto y aprobado con la legislatura del estado con la finalidad de empatar con las elecciones a la presidencia de la república de 2018, el Ayuntamiento para este periodo se podrá reelegir para el siguiente.

### Subdivisión administrativa
Para su régimen interior, y de acuerdo con el código municipal del estado de Chihuahua, el municipio se encuentra dividido en una sección municipal: Boquilla de Babisas.

### Representación legislativa
Para la elección de diputados locales al Congreso de Chihuahua y de diputados federales a la Cámara de Diputados federal, el municipio de San Francisco de Conchos se encuentra integrado en los siguientes distritos electorales:
Local:
- Distrito electoral local 20 de Chihuahua con cabecera en Santa Rosalía de Camargo.[12]

Federal:
- Distrito electoral federal 5 de Chihuahua con cabecera en Delicias.[13]

### Presidentes municipales
A continuación se muestra una lista de los presidentes municipales que han formado parte del H. Ayuntamiento en el municipio de San Francisco de Conchos.
| Presidente municipal              | Periodo   | Partido   |
| --------------------------------- | --------- | --------- |
| Benedicto Fierro Fierro           | 1890      | Sin datos |
| Susano Gardea Valles              | 1898-1901 | Sin datos |
| Moisés Fierro Fierro              | 1903-1906 | Sin datos |
| Eugenio Anaya Zagaribay           | 1926-1929 | Sin datos |
| David Arellano Fierro             | 1934      | Sin datos |
| Antonio Villa Rey                 | 1934-1935 | Sin datos |
| José Trinidad Escobar Muñoz       | 1936-1937 | Sin datos |
| Antonio Villa Rey                 | 1938-1939 | Sin datos |
| José Fierro Peña                  | 1941-1944 | Sin datos |
| Concepción Hidalgo Pavia          | 1947-1950 |           |
| Valente Pavia Duran               | 1953-1956 |           |
| Tomas Anaya Aguilar               | 1956-1959 |           |
| Agustín Fierro Carrasco           | 1959-1962 |           |
| Aurelio Carrillo Aguilar          | 1962-1965 |           |
| José Trinidad Escobar             | 1965-1968 |           |
| Doroteo Silva Holguin             | 1968-1971 |           |
| Saturnino Ramírez Sáenz           | 1971-1974 |           |
| Daniel Pavia Yáñez                | 1974-1975 |           |
| Demetrio Caro Leyva               | 1976-1977 |           |
| Isidoro Molina Fernández          | 1977-1980 |           |
| José Trinidad Escobar             | 1980-1983 |           |
| Juan Nuñez Morales                | 1983-1986 |           |
| Francisco Armando Hidalgo Aguilar | 1986-1989 |           |
| Tomas Roberto Anaya Bustillos     | 1989      |           |
| Juan Nuñez Morales                | 1989-1992 |           |
| Xochilt Hermosillo Villegas       | 1992-1995 |           |
| Tomas Roberto Anaya Bustillos     | 1995-1998 |           |
| Guadalupe Valles Prieto           | 1998-2001 |           |
| Guillermo Carrillo Sáenz          | 2001-2004 |           |
| Francisco Caro Velo               | 2004-2007 |           |
| Francisco Armando Hidalgo Aguilar | 2007-2010 |           |
| Francisco Javier Silva Pavia      | 2010-2013 |           |
| Eleazar Valles Villa              | 2013-2016 |           |
| Guadalupe Izay Valles Villa       | 2016-2018 |           |
| Jaime Ramírez Carrasco            | 2018-2021 |           |
| Jaime Ramírez Carrasco            | 2021-2024 |           |
| Norma Graciela Pavia Manríquez    | 2024-2027 |           |